# Zdeněk Brdlík
Zdeněk Brdlík (30. dubna 1929, Počátky, okres Pelhřimov – 16. října 1983, Arnoštovice u Votic) byl český akademický malíř, ilustrátor a grafik.

## Život
Zdeněk Brdlík absolvoval v Praze Státní grafickou školu a posléze Akademii výtvarných umění u profesorů Miloslava Holého a Vladimíra Pukla. Působil jako grafik v časopise Tvorba.[kdy?] Ilustroval knihy o přírodě (za vrchol jeho ilustrační tvorby jsou považovány jeho ilustrace ke knihám Jaromíra Tomečka). Kromě ilustrací a grafiky se věnoval také volné malbě a známkové tvorbě.

## Z knižních ilustrací

### Česká literatura
- Jakub Arbes: Moderní upíři (1960).
- Robert Bakalář: Bílé údery (1978).
- Karel Matěj Čapek-Chod: Dceruška Jairova (1958).
- Svatopluk Čech: Druhý květ (1957).
- Petr Křička: Šípkový keř (1967).
- Vilém Mrštík: Pohádka máje (1957).
- Jaroslav Müller: Po loveckých stezkách (1976).
- Karel Nový: Balada o českém vojáku (1973).
- Karel Nový: Básníkova první láska (1962).
- Karel Nový: Plamen a vítr (1964).
- Eduard Petiška: Svatební noci (1983).
- Jan Pilař: Křídlovka jara (1984).
- Ivan Skála: Básně (1979).
- Ivan Skála: Bermudský trojúhelník (1982).
- Fráňa Šrámek: Tělo (1968).
- Jaromír Tomeček: Když padají hvězdy (1980).
- Jaromír Tomeček: Labutí oblaka (1980).
- Jaromír Tomeček: Výstřely a zaslíbení (1975).
- Miloš Vysocký: Putování zajíce Chlupáčka (1982).

### Světová literatura
- Richard Armstrong: Zakleté moře (1972).
- Honoré de Balzac: Otec Goriot (1970).
- Emily Brontëová: Na Větrné hůrce (1960).
- Alexandre Dumas: Králův klenotník (1974).
- Victor Hugo: Muž, který se směje (1970).
- Jarosław Iwaszkiewicz: Milenci z Marony (1966).
- Sergej Jesenin: Luna z jantaru (1973).
- Zsigmond Móricz: Motýlek (1980).
- Rok v přírodě (1974).
- Romain Rolland: Petr a Lucie (1984).
- Anna Seghersová: Muž a jeho jméno (1959).
- Stěpan Petrovič Ščipačov: Březový doušek (1958).
- Volání lesního rohu (1980).